# Veronica Olivier
Veronica Olivier (Velletri, 1º febbraio 1990) è una modella e attrice italiana.

## Biografia
Veronica Olivier, nata a Velletri il 1º febbraio 1990 da padre di origine veneta e madre di Velletri, ha vissuto a Latina. Nel 2006, a Latina, studia recitazione con Nino Bernardini. Nel 2008 si diploma presso il liceo sociopsicopedagogico A. Manzoni di Latina.
A 17 anni inizia a lavorare come fotomodella, apparendo anche in foto pubblicitarie per la nota casa di extensions, "Great Lengths". Successivamente debutta sul grande schermo come protagonista, con il ruolo di Carolina, in Amore 14 (2009), un film scritto e diretto dal regista-scrittore Federico Moccia, tratto dal romanzo omonimo dello stesso Moccia.
Nel 2010 vince, con il 60% dei voti, la sesta edizione della trasmissione televisiva di Rai 1, Ballando con le stelle, in coppia con Raimondo Todaro. Successivamente partecipa, in veste di ballerina, al programma Attenti a quei due - La sfida, condotto da Fabrizio Frizzi e Max Giusti.
Inoltre nel 2010 prosegue la sua formazione professionale, frequentando le classi di recitazione e dizione con Giovanni Battista Diotaiuti. Dal 2012 al 2013 segue un corso di recitazione con M. Gallo, mentre nel 2014 segue un corso presso il Duse International di Francesca De Sapio. Segue, inoltre, tra il 2012 e il 2014, dei workshops intensivi tenuti da Ivana Chubbuck a Roma. Nel 2014 frequenta anche un corso annuale di Actor Training in Master Class inglese presso l'HT Studio, diretto da Patrizia de Santis.
Nel 2015 debutta sul piccolo schermo come attrice, recitando come protagonista di una puntata della miniserie Il bosco, regia di Eros Puglielli, in onda su Canale 5. Successivamente, a Torino, gira il cortometraggio Midnight, diretto da Tommaso Bianchi. Inoltre, vinta una borsa di studio dell'HT Studio de Santis, da giugno ad agosto risiede negli Stati Uniti per frequentare l'Ivana Chubbuck Studio di Los Angeles.

## Filmografia

### Cinema
- Questo piccolo grande amore, regia di Riccardo Donna (2009)
- Amore 14, regia di Federico Moccia (2009)
- Midnight, regia di Tommaso Bianchi - Cortometraggio (2015)

### Televisione
- Il bosco, regia di Eros Puglielli - miniserie TV - Canale 5 (2015)
- Hundred to Go, regia di Nicola Prosatore - 5 episodi - Fox (2016)

## Programmi TV
- Ballando con le stelle 6 - Rai 1 (2010) - Concorrente vincitrice in coppia con Raimondo Todaro[2]
- Attenti a quei due - La sfida - Rai 1 (2010)
- Chiambretti Night - Italia 1 (2010)

## Video musicali
- Senza nuvole di Alessandra Amoroso (2009)
- Do it di Figarelli ft. Shena  (2012)
- ‘’ Now You’re Gone’’ di Tom Walker (2019)

### Riconoscimenti
- Premio Pipolo (2010)
- Premio Ad Maiora - Magna Grecia Awards (2010)